# آنتون دیفرینگ
آنتون دیفرینگ (انگلیسی: Anton Diffring؛ ۲۰ اکتبر ۱۹۱۶ – ۱۹ مهٔ ۱۹۸۹) یک هنرپیشه اهل آلمان بود.
از فیلم‌ها یا برنامه‌های تلویزیونی که او در آن نقش داشته است، می‌توان به والنتینو، زپلین، فارنهایت ۴۵۱، جایی که عقاب‌ها جرئت پیدا می‌کنند، قهرمانان تلمارک، فرار به سوی پیروزی، عملیات کراسبو، هرگز رهایم مکن، بورسالینو و شرکا.، خیانت، کنترپوان، بی‌چهره، عاج فیل ، شلیک در میزان سه‌چهارم و عملیات سپیده‌دم اشاره کرد.